# Giovanni Moreno
Artikeln följer den spanska namnseden; faderns efternamn är Moreno och moderns efternamn Cardona.
Giovanni Andrés Moreno Cardona, född 1 juli 1986 i Segovia, är en colombiansk fotbollsspelare som spelar för Shanghai Shenhua i Chinese Super League. 

## Karriär
Den 24 juni 2012 blev det klart att Moreno hade skrivit på ett kontrakt på två år med möjligheten till ytterligare två år för Shanghai Shenhua värt över 7 miljoner euro (över 60 miljoner kronor).